# Ermengarda di Hesbaye
Ermengarda di Hesbaye (778 circa – Angers, 3 ottobre 818) è stata regina consorte dei Franchi e imperatrice consorte dei Romani.

## Biografia
Era figlia del conte di Hesbaye, Ingramm (nipote di Rotrude, moglie di Carlo Martello) e di Edvige di Baviera. L'Hesbaye era un'antica regione del Belgio, che comprendeva l'attuale provincia di Liegi e parte del Brabante Vallone, del Brabante Fiammingo, del Limburgo e di Namur.
Nel 794 sposò Ludovico il Pio, figlio di Carlo Magno.
Nel gennaio dell'814, alla morte di Carlomagno, Ludovico ereditò l'impero e fu incoronato a Reims, nell'agosto dello stesso anno, dal papa Leone III, assieme a Ermengarda.
Siccome l'imperatrice aveva una grande influenza su Ludovico, si ritiene che, per favorire i suoi figli, Lotario, Pipino e Ludovico, lo indusse a mandare in monastero i figli naturali di Carlomagno, Drogone (801-855, diventò vescovo di Metz), Ugo (?-844, fu abate in diverse abbazie, assassinato) e Teodorico (807-?, monaco).
Inoltre inviò, nell'817, i suoi emissari dal nipote di Ludovico, il re d'Italia Bernardo, per invitarlo ad Aquisgrana, con la promessa che non gli sarebbe accaduto nulla, per una presunta ribellione; ma appena arrivato, fu imprigionato e condannato a morte (poi trasformata in accecamento, a seguito del quale morì).
Morì il 3 ottobre 818 ad Angers, mentre con il marito faceva un'ispezione del regno.

## Discendenza
Sposò Ludovico il Pio nel 794. Essi ebbero:
- Lotario (795-855), re d'Italia dall'818 all'839 ed imperatore dall'840 all'855;
- Pipino, re dei Franchi dall'817 all'838;
- Adelaide (nata verso il 799);
- Rotrude (nata verso l'800), andata sposa a Gerardo, conte d'Alvernia;
- Ildegarda (o Matilde) (nata verso l'802), andata sposa, dopo la morte della sorella Rotrude, a Gerardo, conte d'Alvernia;
- Ludovico, possessore del regno dei Franchi Orientali.